# Móra d'Ebre
Pour les articles homonymes, voir Mora et Ebre (homonymie).
Móra d'Ebre est une commune de la province de Tarragone, en Catalogne, en Espagne, de la comarque de Ribera d’Ebre

## Histoire
Elle est jumelée avec :
- Bonson (Loire) depuis 2017[1]